# Metomen
Metomen – miasto w Stanach Zjednoczonych, w stanie Wisconsin, w hrabstwie Fond du Lac.